# Élie de Gontaut-Biron

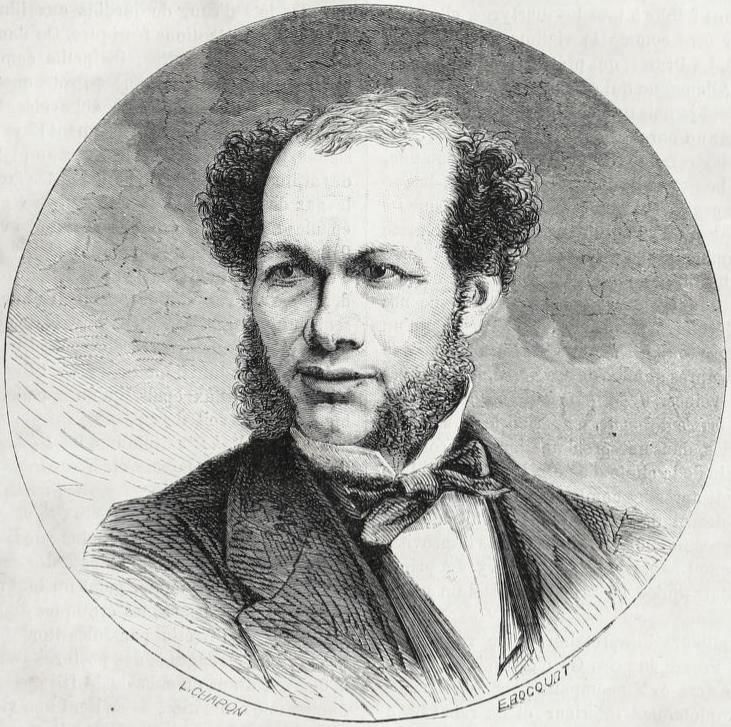
Bildnis von Élie de Gontaut-Biron (1874)

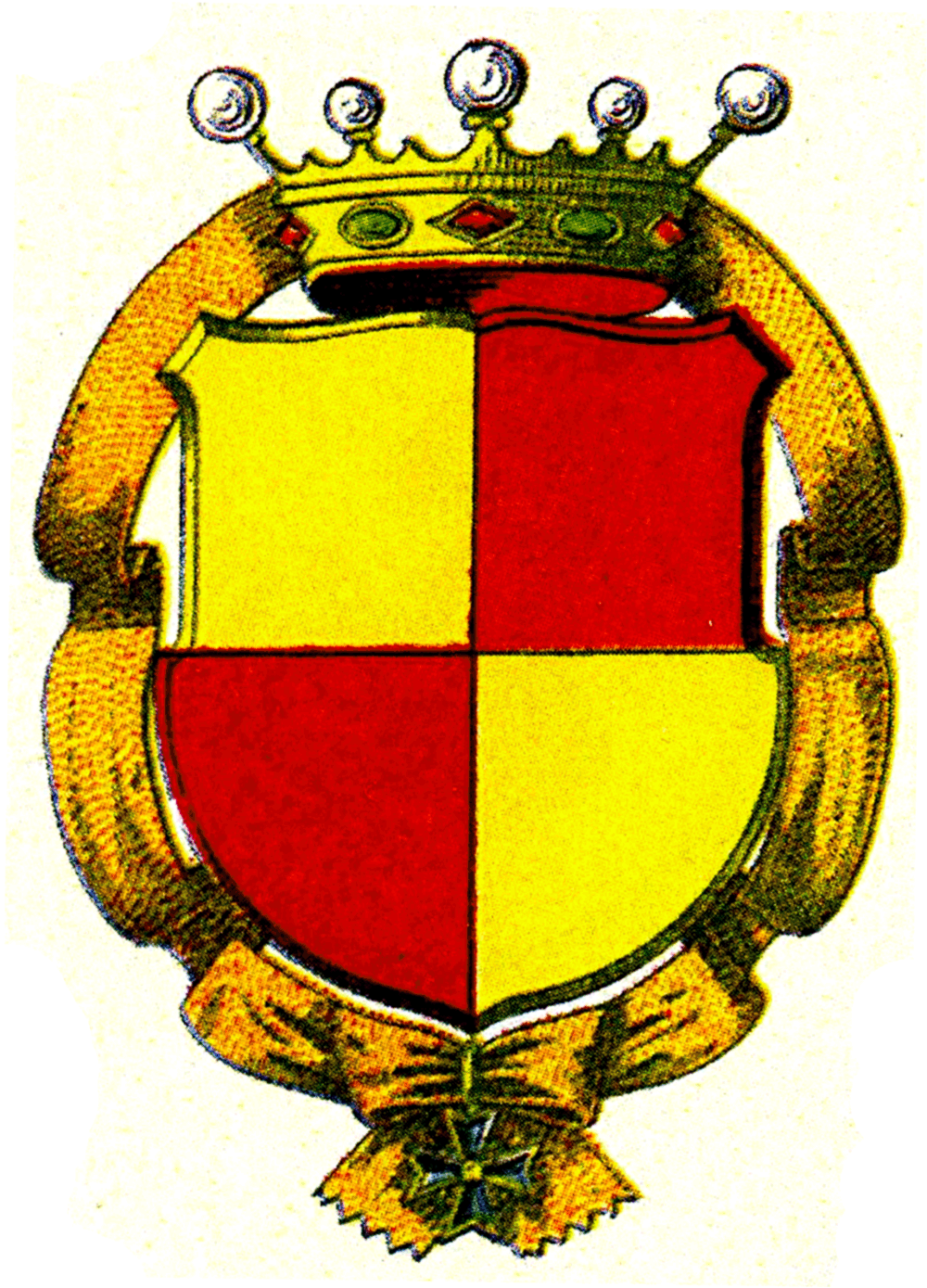
Persönliches Wappen von Élie de Gontaut-Biron als Ritter des Ordens vom Schwarzen Adler (verliehen am 30. Dezember 1877)

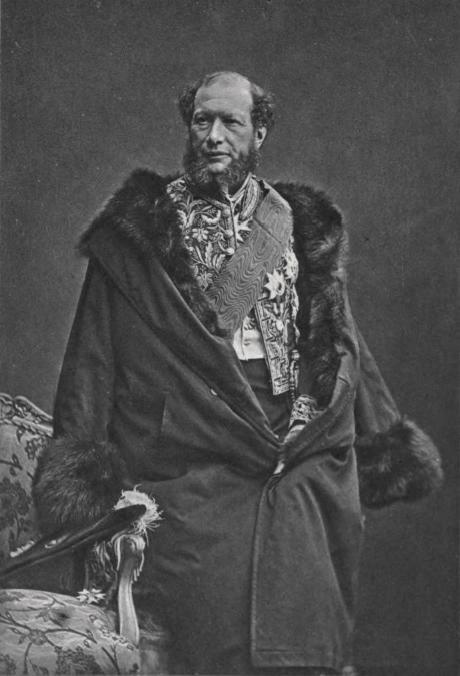
Altersporträt von Élie de Gontaut-Biron

Anne-Armand-Élie de Gontaut-Biron (* 9. November 1817 in Paris; † 3. Juni 1890 ebenda) war ein französischer Politiker und Diplomat während des Zweiten Kaiserreiches und der Dritten Republik. Gontaut-Biron war von 1871 bis 1876 Abgeordneter der Französischen Nationalversammlung und von 1876 bis 1882 Senator. Er wurde 1872 Botschafter der Französischen Republik im Deutschen Kaiserreich.

## Leben

### Familie
Anne-Armand-Élie Vicomte de Gontaut-Biron entstammte der Familie Gontaut-Biron, einem alten französischem Adelsgeschlecht aus dem Périgord. Sein Vater Charles de Gontaut-Biron (* 5. November 1776 in Paris; † 14. Februar 1840 in Paris) war Oberst der Kavallerie und Kammerherr von Napoleon. Er erhielt 1810 den Grafenstand als Comte de Gontaut-Biron. Im November 1812 heiratete er Adelaide de Rohan-Chabot (* 24. September 1793 in Brüssel; † 24. Februar 1869 in Paris), eine Hofdame von Maria Karolina von Bourbon-Sizilien und Mutter von Élie. Er hatte noch zwei ältere Brüder und eine jüngere Schwester.

### Beruflicher Werdegang
Gontaut-Biron verwaltete zunächst den umfangreichen Grundbesitz und das Vermögen der eigenen Familie, war aber auch kirchlich karitativ tätig. Er unternahm ausgedehnte Reisen unter anderem nach Schottland und Italien. Erst relativ spät wurde er politisch aktiv. 1860, mit 42 Jahren, übernahm er das Amt des Bürgermeisters von Navailles-Angos, eine Gemeinde im Département Basses-Pyrénées, das er bis zu seinem Tod ausübte. Gleichzeitig wurde er im selben Département Conseil General des Kantons Morlaàs im Arrondissement Pau.
Bei den ersten Wahlen zur Nationalversammlung der Dritten Französischen Republik im Februar 1871, wurde Gontaut-Biron als Abgeordneter des Départements Basses-Pyrénées gewählt. Er erhielt 41.262 von 61.049 abgegebenen Stimmen. Im November 1871 bat ihn der Präsident der Republik Adolphe Thiers, den vakanten Botschafterposten in Berlin als Vertreter Frankreichs im Deutschen Kaiserreich zu übernehmen. Die Wahl fiel auf ihn vor allem wegen seiner aristokratischen Abstammung. Gontaut-Biron war weder mit den Verhältnissen in Deutschland vertraut noch beherrschte er die Deutsche Sprache. Die offizielle Akkreditierung als Botschafter erfolgte am 10. Januar 1872 während einer Audienz bei Kaiser Wilhelm I. Da er zu den ersten neu ernannten Botschaftern im neu gegründeten Deutschen Kaiserreich gehörte, wurde das dabei angewendete Diplomatische Protokoll kodifiziert und in der Folge auch bei allen weiteren Akkreditierungen genutzt. Nach dem verlorenen Deutsch-Französischen Krieg gestaltete sich seine Arbeit zunächst schwierig, auch das Verhältnis zum Reichskanzler und Außenminister Otto von Bismarck war angespannt.
Bereits zu Beginn seiner Botschaftertätigkeit konnten die letzten französischen Kriegsgefangenen aus Deutschland in ihre Heimat zurückkehren. Fast alle Militär- und Zivilgefangenen erhielten eine Amnestie. Am 15. März 1873 wurde in Berlin ein Abkommen unterzeichnet, das den vollständigen Abzug aller deutscher Besatzungstruppen aus Frankreich vorsah, nachdem Frankreich die gesamten Reparationszahlungen von 5 Milliarden Goldfranc vorfristig ableisten konnte. Noch am selben Abend kam es zu einem prunkvollen Empfang in der Französischen Botschaft in Berlin, bei dem auch das deutsche Kaiserpaar anwesend war. Für seine Verdienste wurde Gontaut-Biron einen Tag später mit dem Großkreuz, der höchsten Stufe der Ehrenlegion ausgezeichnet, ein einmaliger Vorgang in der Geschichte des Verdienstordens. Zur Verleihung Großkreuzes der Ehrenlegion bedarf es nach den Statuten des Ordens den Besitz eines niedrigeren Ranges, Gontaut-Biron war noch nie Inhaber dieser Auszeichnung. In einem Briefwechsel von Thiers mit dem Großkanzler des Ordens Charles de Rémusat wurde dann eine Lösung gefunden, man ernannte Gontaut-Biron gleichzeitig zum Ritter, Offizier, Kommandeur, Großoffizier und schließlich zum Großkreuz der Ehrenlegion.
Auch nach dem Sturz von Adolphe Thiers im Mai 1873 blieb Gontaut-Biron auf seinem Botschafterposten. Von Thiers Nachfolger Patrice de Mac-Mahon als Präsident der Republik, erhielt er erneut ein Beglaubigungsschreiben. Während der Krieg-in-Sicht-Krise 1875 verhielt er sich unauffällig, was das Misstrauen Bismarcks ihm gegenüber allerdings noch verstärkte. Der Reichskanzler schränkte den Umgang mit ihm auf das Notwendigste ein obwohl es Gontaut-Biron stets vermied, sich in die deutsche Politik einzumischen. Gleichwohl bemühte er sich den Kontakt zu Kaiser Wilhelm I. und dem Berliner Hof nie zu verlieren. Um die weitere Entwicklung der Deutsch-Französischen Beziehungen nicht zu gefährden, entschloss sich Gontaut-Biron im Dezember 1877 von seinem Botschafterposten zurück zutreten. Seine Demission wurde von Kaiser Wilhelm aufrichtig bedauert, er verlieh Gontaut-Biron zum Dank am 30. Dezember 1877 den Schwarzen Adlerorden, die höchste Auszeichnung des Königreiches Preußen. Noch im Dezember 1877 wurde Charles Raymond de Saint-Vallier zum Nachfolger als Botschafter der Republik Frankreich im Deutschen Reich ernannt.
Da Gontaut-Biron auf Grund seiner Botschaftertätigkeit nur selten an den Sitzungen der Nationalversammlung teilnehmen konnte, wurde sein Mandat im März 1876 nicht verlängert. Doch bereits am 30. Januar 1876 erhielt er von den Wählern des Departement Basses-Pyrénées 417 von 540 Stimmen bei den Wahlen in den Senat, dem er bis zum 7. Januar 1882 angehörte. Im Anschluss zog er sich in den Ruhestand zurück und unternahm erneut zahlreiche Reisen unter anderem nach Sankt Petersburg und Rom, wo er auch von Papst Leo XIII. empfangen wurde. Er publizierte einige Artikel in der katholischen Zeitschrift Le Correspondant sowie 1884 das Werk La Révolution en Belgique, über die Belgische Revolution. Die Veröffentlichungen seiner Erinnerungen an die Botschafterzeit in Berlin erlebte er nicht mehr, sie erschienen erstmals 1907 postum. Zwei Jahre später folgte die Herausgabe der deutschen Übersetzung von General Wilhelm von Pfaff.
Élie de Gontaut-Biron starb am 3. Juni 1890, im Alter von 72 Jahren, nach längerer Krankheit in Paris. Die Trauerfeier fand am 21. Juni in der Kirche von Navailles-Angos statt.

### Ehe und Nachkommen
Élie de Gontaut-Biron heiratete am 31. Mai 1841 in Paris Augustine Henriette Marie Mathilde Radegonde de Lespinay (* 20. März 1823 in Paris; † 19. Mai 1867 in Pau), eine Tochter des französischen Generals und Barons Louis Armand de Lespinay (1789–1869). Das Paar hatte 15 Kinder, acht Söhne und sieben Töchter.
Der zweite Sohn Paul (* 14. September 1845 in Paris; † 26. Dezember 1938 in Gelos) wurde Kavallerieoffizier und Ritter der Ehrenlegion. Er heiratete 1873 die Prinzessin Hélène Trubezkoi. Joseph (* 29. Juni 1851 in Baron; † 15. März 1924 in Pau), der vierte Sohn, diente ebenfalls als Kavallerieoffizier in der französischen Armee. Er wurde Abgeordneter und später Senator. 1878 heiratet er die Prinzessin Emma de Polignac. Auch sein jüngerer Bruder Bernard (* 30. Juli 1854 in Navailles; † 8. April 1939 in Paris) wurde Abgeordneter.
Die älteste Tochter Anne (* 31. Juli 1842 in Paris; † 1. November 1925 in Paris) heiratete 1863 in erster Ehe Raoul Le Sage d'Hauteroche d'Hulst, einen Bruder des Direktors des Katholischen Instituts von Paris Maurice d'Hulst, und in zweiter Ehe 1889 den Politiker, Diplomaten und Grafen Ernest Armand. Marie (* 5. Juli 1849 in Baron; † 17. April 1922 in Paris), die zweite Tochter, ehelichte 1876 den preußischen Offizier Archambauld Anatole de Talleyrand-Périgord, der 1899 Mitglied des Vorbereitungskomitees der deutschen Teilnahme an den Olympischen Spielen 1900 in Paris war und als solcher auch Mitglied des Internationalen Olympischen Komitees wurde. Ihre jüngere Schwester Adèle (* 5. August 1848 in Saint-Blancard; † 31. Dezember 1938 in Paris), heiratete 1875 den Politiker und Pferdezüchter Marc de Beauvau-Craon, Prinz von Beauvau.

## Veröffentlichungen (Auswahl)
- La Révolution en Belgique. J. Gervais, Paris 1884.
- Mon ambassade en Allemagne (1872–1873). Plon-Nourrit, Paris 1906. (Digitalisat.)
- Dernières années de l'ambassade en Allemagne de m. Gontaut-Biron, 1874–1877. Plon-Nourrit, Paris 1907. (Digitalisat.)
- Meine Botschafterzeit am Berliner Hofe 1872–1877. Karl Siegismund, Berlin 1909 (Digitalisat [abgerufen am 24. Mai 2024] französisch: Mon ambassade en Allemagne (1872–1873). Paris 1906. Übersetzt von D. v. Pfaff). Im 2. Teil Übersetzung von Dernières années de l'ambassade en Allemagne de m. Gontaut-Biron.